# Maria Celina de Azevedo Rodrigues
 Maria Celina de Azevedo Rodrigues GOMM (Rio de Janeiro, 27 de janeiro de 1942) é uma diplomata brasileira. Foi embaixadora do Brasil em Bogotá (2002), chefe da Missão do Brasil junto às Comunidades Europeias (2005) e cônsul-geral do Brasil em Paris (2008). Atualmente, é Presidente da Associação dos Diplomatas Brasileiros (ADB). 

## Biografia

### Vida pessoal
Nasceu na cidade do Rio de Janeiro, filha do embaixador brasileiro Jayme Azevedo Rodrigues e Celina de Azevedo Branco Rodrigues. Em julho de 1964, seu pai teve a carreira diplomática abreviada pela decretação de aposentadoria compulsória e cassação de seus direitos políticos com base no Ato Institucional nº 1 (AI-1), por se opor ao regime militar.

### Carreira Diplomática
Ingressou na carreira diplomática em 1970, no cargo de Terceira Secretária, após ter concluído o Curso de Preparação à Carreira de Diplomata do Instituto Rio Branco.
Foi inicialmente lotada na Divisão de Política Comercial, onde trabalhou de 1970 a 1973. No ano de 1973, foi promovida a segunda-secretária e, subsequentemente, removida à Missão do Brasil junto às Comunidades Europeias, onde trabalhou até 1977. Em seguida, foi removida para a Embaixada do Brasil em Bogotá, tendo permanecido no posto até 1982. Em 1978, havia sido promovida a primeira-secretária.
Ao regressar ao Brasil, em 1982, foi lotada como assistente no Escritório Regional do Itamaraty no Rio de Janeiro, função que ocupou até 1983, quando retornou a Brasília e foi designada assessora no Departamento de Cooperação Cultural e de Divulgação.
Em 1984, foi promovida a conselheira e removida para a Representação Especial junto aos Organismos Internacionais. No ano de 1998, defendeu tese no Curso de Altos Estudos do Instituto Rio Branco, intitulada “Uma política brasileira para a Organização das Nações Unidas para o Desenvolvimento Industrial”, um dos requisitos necessários para a ascensão funcional na carreira diplomática. Também em 1988 mudou-se para o Cairo, onde exerceu a função de Conselheira na Embaixada do Brasil até 1990.
Em sem retorno ao Brasil, chefiou a Divisão de Produtos de Base do Itamaraty de 1990 a 1992. Também no ano de 1992 foi promovida a ministra de Segunda Classe e removida para Bruxelas, onde assumiu a função de ministra-conselheira na Missão do Brasil junto às Comunidades Europeias. Ocupou a função até 1998, quando retornou a Brasília para assessorar o Secretário-Geral Adjunto das Relações Exteriores.
Em 1999, foi promovida a ministra de Primeira Classe, cargo mais alto na hierarquia da carreira diplomática brasileira.
Já em 2000, tornou-se diretora-geral do Departamento Cultural do Itamaraty.
De 2002 a 2005, foi embaixadora do Brasil em Bogotá. Foi, ainda, chefe da Missão do Brasil junto às Comunidades Europeias e cônsul-geral do Consulado do Brasil em Paris. Em 2005, foi admitida pelo presidente Luiz Inácio Lula da Silva à Ordem do Mérito Militar no grau de Grande-Oficial especial.
Desde 2018, a embaixadora Maria Celina é presidente da Associação dos Diplomatas Brasileiros.
Condecorações
Grã Cruz da Ordem de Rio Branco 
Grã Cruz da Ordem de Boyacá na Colômbia